# François Tusques
François Tusques, né le  27 janvier 1938 à Paris, est un pianiste français de jazz. Il a eu une influence déterminante dans l'émergence de musiciens de free jazz et dans la dynamique de ce mouvement en France.

## Biographie
François Tusques quitte Paris pour la Bretagne, peu après sa naissance. Son père, le docteur et professeur Jean Tusques, est actif dans la Résistance française. Sa mère était chanteuse à l'Opéra de Paris avant sa naissance. Après une enfance marquée par des voyages en Afghanistan (son père participe à la création à Kaboul d'une faculté de médecine) et à Dakar, ses parents, de retour en métropole, lui donnent l'opportunité, dans les années 1950, d'assister à des concerts : des spectacles de chanteurs, tels Charles Trenet, mais aussi des musiciens tels Sidney Bechet jouant avec Claude Luter. Quelques années plus tard, il écoute de plus en plus de jazz dans les clubs, aux Trois Mailletz ou à la Cigale. Il y entend René Urtreger, puis achète un peu par hasard  des 45 tours de Charlie Parker et de Bud Powell alors qu'il a 16 ou 17 ans. Il aborde la musique en autodidacte puis prend des cours au conservatoire. Il constitue un groupe de jazz à Nantes, sans avoir encore l'intention d'en faire son métier, et réalise de premiers concerts avec François Jeanneau, Luigi Trussardi et Michel Babault. Il doit  ensuite effectuer son service militaire, qui le conduit en Algérie, pendant les événements. 
Au retour de la guerre d'Algérie, dans les années 1960, il se lance sur la scène musicale, un peu par révolte de la société, circulant entre Nantes et Paris. Il joue à Nantes avec Bernard (Beb) Guérin, et retrouve régulièrement à Paris François Jeanneau, Bernard Vitet, Jacques Thollot, se produisant avec eux dans des clubs. Une première génération de musiciens français de Free jazz émerge, les compagnons parisiens de François Tusques constituant des formations improvisées au gré des soirées avec Jean-Louis Chautemps, Jacques Di Donato, Michel Portal, Henri Texier, Eddy Gaumont, Jean-François Jenny-Clark, etc..Tout le monde joue avec tout le monde.  En 1964, François Tusques se produit sur la scène du Théâtre de la Vieille-Grille avec Bernard Vitet, Jacques Thollot, mais aussi Aldo Romano. Le trompettiste américain Don Cherry joue également avec eux et exerce une grande influence sur leur évolution musicale. Le 7 novembre 1966, François Tusques participe à une manifestation musicale à l’Alliance française, intitulée le « Manifeste de l’Avant-Garde » et réunissant Michel Portal, François Jeanneau, Barney Wilen, Jean Vern, Alain Tabar-Nouval, Jean-Max Albert, Jean-Marie Dariès, Michel Ripoche, Jacques Thollot, Aldo Romano, et Eddy Gaumont. Après mai 1968, il introduit des textes dans ses concerts et accompagne également des chanteurs engagés tels Colette Magny. Les musiciens français côtoient des musiciens américains de passage en France : Archie Shepp,  Max Roach, mais aussi Sunny Murray avec qui il joue.  
Dans les années 1970, le free jazz semble dans une impasse. François Tusques crée l'Intercommunal Free Dance Music Orchestra, qui réunit des musiciens de toute origine. Cette formation se veut moins élitiste que les groupes de free jazz, elle veut faire danser et retrouver une dimension populaire. François Tusques  veut également retrouver un certain cosmopolitisme, ouvrant le répertoire de la formation aux musiques africaines, aux chants révolutionnaires français, espagnols, chiliens, portugais, et aux musiques régionales, basques ou bretonnes. Il joue ainsi en 1971 avec le groupe Diaouled Ar Menez et en 1979 avec Jean-Louis Le Vallégant. Il se produit dans des lieux de lutte, des usines en grève et dans des foyers pour immigrés et créée un collectif, Le temps des cerises qui auto produit les enregistrements,.
Dans les années 1980, François Tusques participe au festival de Chantenay-Villedieu créé par l’association Chantenay Jazz & images et notamment Jean Rochard, à l'origine d'une maison de disque, nato,. À Chantenay, François Tusques joue avec Jacques Coursil et Jean-Jacques Avenel. Il enregistre ensuite deux disques consacrés aux poèmes de Federico Garcia Lorca. Il enregistre également la musique de Génération, un film documentaire de Daniel Edinger sur les événements de mai 1968. Il forme ensuite un trio avec Denis Colin, et Noel McGhie.
François Tusques aime confronter sa pratique de la musique à d’autres domaines. En 2005,  à l’occasion de l'exposition Thelonious Monk Architect, il retrouve Jean-Max Albert, qui avait participé aux débuts du free Jazz notamment comme trompettiste du premier quintette de Henri Texier. Ils entreprennent ensemble le projet Le tour du blues en quatre vingt blues ,: 80 films courts qui ont pour sujet l’histoire du jazz et le quotidien du jazzman,.
Depuis 2015, il fonde un quartet avec Isabel Juanpera, Itaru Oki & Claude Parle ( Nicolas Souchal à la trompette depuis la disparition d'Oki.)
Pendant le confinement il signera plus de 200 compositions.

## Discographie
- Free Jazz, avec Bernard Vitet, Beb Guérin, Michel Portal, François Jeanneau, 1965.
- La Maison Fille du Soleil, avec Don Cherry, Beb Guérin, Jean-François Jenny-Clark, 1965.
- Le Nouveau Jazz, avec Barney Wilen, Jean-François Jenny-Clark, Aldo Romano, 1967.
- La Reine des Vampires avec Eddy Gaumont au violon, 1967.
- Sunny Murray, concert live avec l'Acoustical Swing Unit, 1968.
- Big Chief, Acoustical Swing Unit, 1969.
- Piano Dazibao[18], 1970 - Chez Disques Futura, ref : Futura Ger14, réédité par Le Souffle Continu
- The Panther and the Lash, avec Clifford Thornton, Beb Guérin, Noel McGhee, 1970.
- Dazibao n°2[19], 1971 - chez Disques Futura, ref : Futura Ger32, réédité par Le Souffle Continu[20]
- Intercommunal Music[21] (Shandar) avec Sunny Murray, Alan Silva, Beb Guérin, Steve Potts, Alan Shorter, Bob Reid, Louis Armfield, 1971.
- Répression, avec Colette Magny, 1972.
- Dansons Avec Les Travailleurs Immigrés, avec Michel Marre, Claude Marre, Carlos Andreu, Denis Levaillant, 1974.
- Ça Branle Dans la Manche, avec Serge Utgé-Royo, 1975.
- Le piano préparé, 1977.
- Après la marée noire - Vers une Musique Bretonne Nouvelle avec Jean-Louis Le Vallégant, Gaby Kerdoncuff, Philippe Le Strat, Tanguy Ledore, Ramadolf, Michel Marre, Samuel Ateba, Carlos Andreu, Jo Maka, Kilikus, 1979.
- Poemas de Federico Garcia Lorca avec Violeta Ferrer, 1980.
- Le Musichien[22], avec Carlos Andreu, Ramadolf, Kilikus, Sylvain Kassap, Jean-Jacques Avenel, Yegba Likoba, Bernard Vitet, Danièle Dumas, Sam Ateba, Tanguy Le Doré, Jean-Louis Le Vallégant, Philippe Le Strat, 1983, sorti chez Disques Futura, et réédité par Le Souffle Continu en 2024
- Génération, musique de la série documentaire de Daniel Edinger, 1988.
- Le Jardin des Délices, 1992.
- Blue Phédre, 1996.
- Blues Suite avec Noel McGhie et Denis Colin, 1998.
- Arc Volcaic, avec Carlos Andreu, Didier Petit, Denis Colin, Danièle Dumas, 2003.
- Topolitologie, avec Noel McGhie, 2010.
- Near the Oasis, avec Sonny Simmons, 2011.
- L'étang Change (Mais Les Poissons Sont Toujours Là), 2012
- La Jungle Du Douanier Rousseau, avec Alexandra Grimal, Sylvain Guérineau, 2014.
- Le Fond De L'Air, avec Pablo Cueco, Myrtha Pozzi, 2014.
- Le Chant Du Jubjub, avec Isabel Juanpera, Itaru Oki, Claude Parle, 2015.
- 2016 : Avant-derniers Blues[23], chez Improvising Beings (nl)
- OUI MAIS, 68 !  (Double LP, Anniversaire mai 68-  Ni Vu Ni Connu) 2018